# القلعة الصغرى
القلعة الصغرى هي مدينة تونسية تقع على ساحل البلاد التونسية على بعد 140 كم من تونس العاصمة وعلى بعد 6 كم من مدينة سوسة.
يمر منها من الناحية الغربية من الشمال إلى الجنوب الطريق السيارة مساكن – الحمامات - تونس ويحدها من الشمال معتمديات أكودة والقلعة الكبرى ومن الجنوب معتمدية سوسة الرياض ومن الشرق سوسة وحمام سوسة ومن الغرب قرى وادي لاية والنقر.
تعبرها من الناحية الشمالية الطريق الحزامية والتي تربط الطريق السيارة بمحول الطريق الوطنية رقم 1.

## المناخ
- مناخ شبه جاف
- معدل كميات الأمطار سنويا: 360 مم.

أُحدثت مدينة القلعة الصغرى في 9 جانفي 1957. وتبلغ مساحتها 3600 هكتار.
يوجد بها 6576 مسكن و 25078 ساكن (حسب إحصائيات 2004).

## البنية التحتية

### المدارس
تحتوي القلعة الصغرى على 12 مدرسة:
- المدرسة الابتدائية بورقيبة: تأسست سنة 1906 وهي أول مدرسة بالقلعة الصغرى وتضم 1000 تلميذ.
- المدرسة الإبتدائية البشرى: تأسست سنة 1963 وكانت في الأصل مدرسة قرآنية وتضم حاليا 600 تلميذ.
- المدرسة الابتدائية ابن خلدون.
- المدرسة الإبتدائية الحبيب.
- المدرسة الإبتدائية المنازه 1.
- المدرسة الإبتدائية المنازه 2.
- المدرسة الإبتدائية النور.
- المدرسة الإبتدائية بالنڨر.
- المدرسة الإبتدائية بواد لاية.
- المدرسة الإبتدائية غرة جوان.
- المدرسة الإعدادية محمد الهادي العامري.
- المدرسة الإعدادية بالقلعة الصغرى.
- معهد حي الرمانة.

## تاريخ المدينة
كانت القلعة الصغرى تسمى«قيرزا» وهي قرية فينيقية أسسها الملاحون الفينيقيون على أنقاض قرية بربرية وابتنوا لأنفسهم فيها قلعة على الربوة لحماية قوافل التجارة وهي تمر بين «عتيقة» و«حضر موت».
وقد سميت بالصغرى نظراً لصغر حجم القلعة أو الحصن، فهي تأتي من حيث ضخامة البناء بعد قلعتي «اتيكودة» و«القلعة الكبرى» على طول الساحل.
وكانت مهمة القلعة الصغرى أن تكون همزة وصل بين القلعتين الأخريتين ولا تزال آثار العهود البربرية والفينيقية والرومانية والبيزنطية باقية هناك فوق الربوة وعلى سهولها الممتدة.
غير أن البلدة لم تظهر للعيان إلا في منتصف القرن الخامس عشر ميلادي، وقد شيدت هناك فوق الربوة حذو الأنقاض الباقية للقلعة الفينيقية وفي المكان الأول للقرية البربرية القديمة.
ظهرت هذه التسمية لأول مرة في العصر الحفصي إلا أن بعض المؤرخين يعودون بنشأتها الأولى إلى العصر الأغلبي.
و قد لعبت القلعة الصغرى دورا تاريخيا جهويا ووطنيا بالغ الأهمية منذ القرن 17 إلى القرن 19 م خلال العصر المرادي (1677/1554) وفي عهد الدولة الحسينية إذ أسهمت في الصراع الباشي وكان لانتصار الحسينية على الباشوية تأثير في وضع القلعة الصغرى خلال القرن 19 م وتحديدا في أحداث انتفاضة 1864 م.
يعتبر جامع القصر من أقدم الآثار بمدينة القلعة الصغرى وقد بني في أعلى مكان بها مع عدد من المساجد: جامع الرحمة -جامع الصديق - جامع المنى - جامع عبد الله - جامع التوبة- مسجد التواتي- مسجد عبيد - أحدثهم جامع الحمد تأسس يوم السبت 03/05/2008 الموافق ل26 ربيع الثاني 1429.
والزوايا كـــ: زواية سيدي محمد بن عيسى، وزاوية سيدي عبد السلام ومقام سيدي بنور ومقام سيدي منصور البطاشي ومقام سيدي عبد الله الغريب ومقام «سيدي العرفاوي».

### مواضيع ذات علاقة
- ولاية سوسة.